# 외현로
외현로(Oehyeon-ro)는 경상북도 경주시 외동읍 모화리 외동 교차로와 현곡면 상구리 상구 교차로를 잇는 경상북도의 도로이다. 외동읍과 현곡면을 잇는 도로라는 의미로 각 지역의 앞글자를 따서 명명되었으며, 다른 이름으로 '경주시 관내 국도대체우회도로'라고도 한다. 전 구간 국도 제7호선에 속한다.

## 연혁
- 2007년 2월 27일 : 경주시 광명동 ~ 외동읍 구어리 25.72km 구간을 자동차 전용도로로 지정[1]
- 2010년 10월 28일: 경주시 관내 국도대체우회도로(효현 ~ 내남 도로, 경주시 광명동 ~ 건천읍 화천리) 2.2 km 구간 신설 개통[2]
- 2017년 12월 31일 : 경주시 관내 국도대체우회도로(내남 ~ 외동간 도로, 경주시 내남면 노곡리 ~ 외동읍 모화리) 15.4 km 구간 신설 개통[3]
- 2018년 9월 20일 : 경주시 관내 국도대체우회도로(효현 ~ 내남간 도로, 경주시 내남면 노곡리 ~ 건천읍 화천리) 8.74 km 구간 신설 개통[4], 기존 경주시내(경주시 외동읍 구어리 ~ 천북면 오야리) 32.1 km 구간 폐지[5]
- 2020년 10월 19일 : 외현로로 명명[6]
- 2023년 12월 28일 : 경주시 관내 국도대체우회도로(충효 ~ 효현간 도로, 경주시 충효동 ~ 효현동) 구간 임시 개통
- 2024년 12월 31일 : 경주시 관내 국도대체우회도로(충효 ~ 효현간 도로, 경주시 충효동 ~ 효현동) 구간 임시 개통
- 2024년 12월 31일 : 경주시 관내 국도대체우회도로(상구 ~ 충효간 도로, 경주시 현곡면 상구리 ~ 충효동) 전구간 개통

## 주요 경유지
경상북도
- 경주시 (외동읍 · 내남면 · 건천읍 · 광명동 · 효현동 · 충효동 · 현곡면)

## 노선
- (■): 자동차 전용도로 구간

| 이름                                  | 접속 노선                                  | 소재지 | 소재지 | 비고                                    |
| ------------------------------------- | ------------------------------------------ | ------ | ------ | --------------------------------------- |
| 외동 교차로                           | 국도 제7호선 국도 제14호선 (산업로)        | 경주시 | 외동읍 |                                         |
| 동천교                                |                                            | 경주시 | 외동읍 |                                         |
| 문산터널                              |                                            | 경주시 | 외동읍 | 현곡 방면 연장 626m 외동 방면 연장 631m |
| 문산교 구어5교 구어4교                |                                            | 경주시 | 외동읍 |                                         |
| 구어 교차로 (구어3교)                 | 농소 ~ 외동 도로 구어들밭길                | 경주시 | 외동읍 |                                         |
| 구어2교 구어1교 냉천3교               |                                            | 경주시 | 외동읍 |                                         |
| 냉천 교차로 (냉천2교)                 | 지방도 제904호선 (내외로)                  | 경주시 | 외동읍 |                                         |
| 냉천1교                               |                                            | 경주시 | 외동읍 |                                         |
| 냉천터널                              |                                            | 경주시 | 외동읍 | 연장 948m                               |
| 제내2교 제내1교                       |                                            | 경주시 | 외동읍 |                                         |
| 명계4교 명계3교 명계2교 명계1교       |                                            | 경주시 | 내남면 |                                         |
| 명계터널                              |                                            | 경주시 | 내남면 | 연장 988m                               |
| 새들교                                |                                            | 경주시 | 내남면 |                                         |
| 명계 교차로 (흠실교)                  | 명계2길                                    | 경주시 | 내남면 |                                         |
| 노곡2터널                             |                                            | 경주시 | 내남면 | 현곡 방면 연장 631m 외동 방면 연장 626m |
| 노곡1터널                             |                                            | 경주시 | 내남면 | 연장 98m                                |
| 황새교 노곡3교 노곡2교 노곡1교 우사교 |                                            | 경주시 | 내남면 |                                         |
| 내남 교차로                           | 국도 제35호선 (반구대로)                   | 경주시 | 내남면 |                                         |
| 형산강교 내남교 부지2교 부지1교       |                                            | 경주시 | 내남면 |                                         |
| 부지 교차로                           | 경덕로                                     | 경주시 | 내남면 |                                         |
| 화곡 교차로 (화곡3교)                 | 화계로                                     | 경주시 | 내남면 |                                         |
| 화곡2교 화곡1교                       |                                            | 경주시 | 내남면 |                                         |
| 화천터널                              |                                            | 경주시 | 내남면 | 연장 1,167m                             |
| 화천터널                              | 건천읍                                     | 경주시 |        | 연장 1,167m                             |
| 건천 교차로                           | 경주역로                                   | 경주시 |        |                                         |
| 고천교 화천교                         |                                            | 경주시 |        |                                         |
| 효현 교차로                           | 국도 제4호선 국도 제35호선 (대경로) 내서로 | 경주시 | 선도동 |                                         |
| 광명터널                              |                                            | 경주시 | 선도동 | 연장 726m                               |
| 충효 교차로                           | 태종로                                     | 경주시 | 선도동 |                                         |
| 야척 교차로                           | 충현로                                     | 경주시 | 선도동 |                                         |
| 상구 교차로                           | 국도 제7호선 국도 제20호선 (건포산업로)    | 경주시 | 현곡면 |                                         |

## 자동차 전용도로
이 도로는 자동차전용도로로 지정되어 있어 자전거, 보행자는 통행할 수 없다. 이륜자동차(모터사이클 혹은 오토바이)는 긴급자동차(싸이카 및 소방용 모터사이클 등)에 한해 통행이 가능하며, 그 밖의 이륜자동차는 통행할 수 없다. 대체 도로로는 구 국도 제7호선 등이 있다.